# Brunfelsia grandiflora
Brunfelsia grandiflora (en quechua chiricaspi chacruro), también conocida como chiric sanango, es una especie de arbusto perteneciente a la familia Solanaceae. Se encuentra en la Amazonia de Perú.

## Descripción

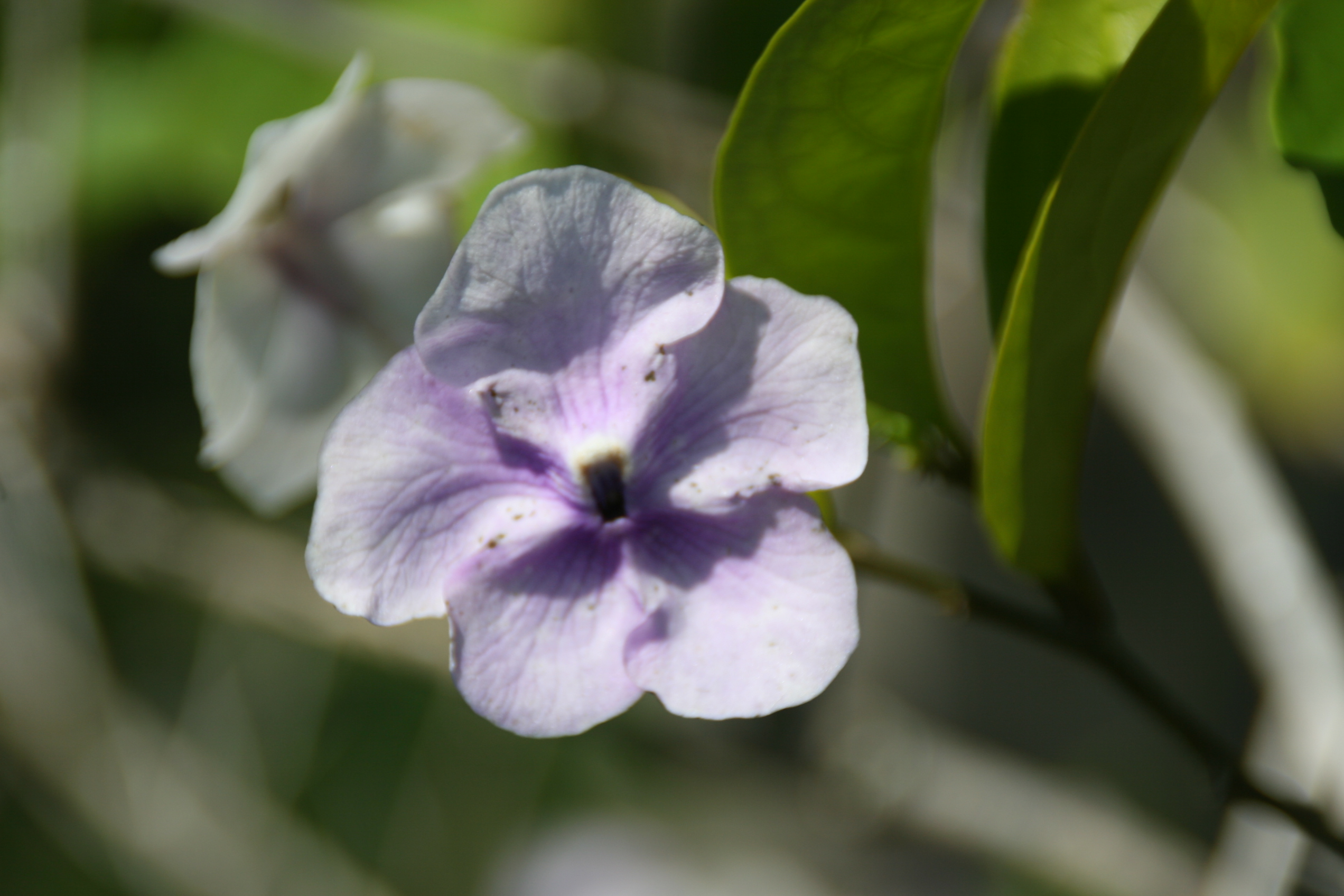
Flores de Brunfelsia grandiflora

Es un arbusto de entre 3 y 5 metros de altura que se da en la amazonia hasta los 200 m s.n.m. Tiene un follaje denso de hojas dispuestas alternativamente cada una de hasta 30 cm de largo. Las fragantes flores son de color blanco o tonos de púrpura. Florecen casi todo el año.

## Taxonomía
Brunfelsia grandiflora fue descrita por David Don y publicado en Edinburgh New Philosophical Journal 7: 86, en el año 1829.
Etimología
Brunfelsia: nombre genérico que fue otorgado en honor del herbalista alemán Otto Brunfels (1488–1534).
grandiflora: epíteto latíno que significa "con las flores grandes"
Sinonimia
- Brunfelsia calycina f. grandiflora (D.Don) Voss
- Brunfelsia tastevinii Benoist
- Franciscea grandiflora (D.Don) Miers[4]

## Importancia económica y cultural

### Uso en la medicina tradicional
Se cree que sirve como sudorífico, como antigripal y contra la sífilis y la artritis. La gente consume la maceración alcohólica de las raíces, las cuales se pueden encontrar en mercados medicinales. Es a veces un aditivo en las pociones de ayahuasca.
Es considerada dentro de la medicina tradicional amazónica como una planta maestra utilizada en las dietas en Perú.

### Farmacología
Los estudios han mostrado la presencia de escopoletina y ácido clorógenico en el extracto metanólico de las hojas. En pruebas de laboratorio, los extractos de la planta fueron activos contra el protozoo que causa la leishmaniasis, especialmente Leishmania major.

## Nombres comunes
- Chiric sanango,[7] chiricaspi[8]